# MotoGP Áo 2024
MotoGP Áo 2024 là chặng đua thứ 11 của giải đua xe MotoGP 2024. Chặng đua diễn ra từ ngày 16 tháng 8 năm 2024 đến ngày 18 tháng 8 năm 2024 ở trường đua Red Bull Ring ở Áo.
Ở thể thức MotoGP, tay đua Francesco Bagnaia của đội đua Ducati Corse đã giành chiến thắng cả 2 cuộc đua Sprint race và đua chính để giành lại ngôi đầu bảng xếp hạng tổng.

## Kết quả cuộc đua Sprint race
| Stt                                                        | Số xe | Tay đua           | Đội đua                           | Xưởng đua | Lap | Kết quả   | Xuất phát | Điểm |
| ---------------------------------------------------------- | ----- | ----------------- | --------------------------------- | --------- | --- | --------- | --------- | ---- |
| 1                                                          | 1     | Francesco Bagnaia | Ducati Lenovo Team                | Ducati    | 14  | 20'59.768 | 2         | 12   |
| 2                                                          | 89    | Jorge Martín      | Prima Pramac Racing               | Ducati    | 14  | +4.673    | 1         | 9    |
| 3                                                          | 41    | Aleix Espargaró   | Aprilia Racing                    | Aprilia   | 14  | +7.584    | 4         | 8    |
| 4                                                          | 23    | Enea Bastianini   | Ducati Lenovo Team                | Ducati    | 14  | +9.685    | 7         | 7    |
| 5                                                          | 43    | Jack Miller       | Red Bull KTM Factory Racing       | KTM       | 14  | +10.421   | 5         | 6    |
| 6                                                          | 21    | Franco Morbidelli | Prima Pramac Racing               | Ducati    | 14  | +10.523   | 8         | 5    |
| 7                                                          | 33    | Brad Binder       | Red Bull KTM Factory Racing       | KTM       | 14  | +10.941   | 12        | 4    |
| 8                                                          | 72    | Marco Bezzecchi   | Pertamina Enduro VR46 Racing Team | Ducati    | 14  | +11.932   | 9         | 3    |
| 9                                                          | 44    | Pol Espargaró     | Red Bull KTM Factory Racing       | KTM       | 14  | +15.101   | 10        | 2    |
| 10                                                         | 31    | Pedro Acosta      | Red Bull GasGas Tech3             | KTM       | 14  | +16.611   | 14        |      |
| 11                                                         | 12    | Maverick Viñales  | Aprilia Racing                    | Aprilia   | 14  | +16.759   | 6         | 1    |
| 12                                                         | 20    | Fabio Quartararo  | Monster Energy Yamaha MotoGP Team | Yamaha    | 14  | +17.943   | 15        |      |
| 13                                                         | 88    | Miguel Oliveira   | Trackhouse Racing                 | Aprilia   | 14  | +18.304   | 13        |      |
| 14                                                         | 25    | Raúl Fernández    | Trackhouse Racing                 | Aprilia   | 14  | +19.185   | 20        |      |
| 15                                                         | 5     | Johann Zarco      | Castrol Honda LCR                 | Honda     | 14  | +21.330   | 17        |      |
| 16                                                         | 30    | Takaaki Nakagami  | Idemitsu Honda LCR                | Honda     | 14  | +22.940   | 22        |      |
| 17                                                         | 10    | Luca Marini       | Repsol Honda Team                 | Honda     | 14  | +25.830   | 18        |      |
| 18                                                         | 32    | Lorenzo Savadori  | Aprilia Racing                    | Aprilia   | 14  | +26.622   | 24        |      |
| 19                                                         | 36    | Joan Mir          | Repsol Honda Team                 | Honda     | 14  | +27.548   | 19        |      |
| 20                                                         | 73    | Álex Márquez      | Gresini Racing MotoGP             | Ducati    | 14  | +37.870   | 11        |      |
| OUT                                                        | 37    | Augusto Fernández | Red Bull GasGas Tech3             | KTM       | 11  | +3 Lap    | 16        |      |
| OUT                                                        | 42    | Álex Rins         | Monster Energy Yamaha MotoGP Team | Yamaha    | 10  | +4 Lap    | 21        |      |
| OUT                                                        | 93    | Marc Márquez      | Gresini Racing MotoGP             | Ducati    | 10  | +4 Lap    | 3         |      |
| OUT                                                        | 6     | Stefan Bradl      | HRC Test Team                     | Honda     | 5   | +9 Lap    | 28        |      |
| Fastest lap: Francesco Bagnaia (Ducati) – 1:28.782 (lap 2) |       |                   |                                   |           |     |           |           |      |
| Kết quả chính thức                                         |       |                   |                                   |           |     |           |           |      |

## Kết quả đua chính thể thức MotoGP
| Stt                                                        | Số xe | Tay đua           | Đội đua                           | Xưởng đua | Lap | Kết quả   | Xuất phát | Điểm |
| ---------------------------------------------------------- | ----- | ----------------- | --------------------------------- | --------- | --- | --------- | --------- | ---- |
| 1                                                          | 1     | Francesco Bagnaia | Ducati Lenovo Team                | Ducati    | 28  | 42:11.173 | 2         | 25   |
| 2                                                          | 89    | Jorge Martín      | Prima Pramac Racing               | Ducati    | 28  | +3.232    | 1         | 20   |
| 3                                                          | 23    | Enea Bastianini   | Ducati Lenovo Team                | Ducati    | 28  | +7.357    | 7         | 16   |
| 4                                                          | 93    | Marc Márquez      | Gresini Racing MotoGP             | Ducati    | 28  | +13.836   | 3         | 13   |
| 5                                                          | 33    | Brad Binder       | Red Bull KTM Factory Racing       | KTM       | 28  | +18.620   | 12        | 11   |
| 6                                                          | 72    | Marco Bezzecchi   | Pertamina Enduro VR46 Racing Team | Ducati    | 28  | +21.206   | 9         | 10   |
| 7                                                          | 12    | Maverick Viñales  | Aprilia Racing                    | Aprilia   | 28  | +24.322   | 6         | 9    |
| 8                                                          | 21    | Franco Morbidelli | Prima Pramac Racing               | Ducati    | 28  | +27.677   | 8         | 8    |
| 9                                                          | 41    | Aleix Espargaró   | Aprilia Racing                    | Aprilia   | 28  | +28.829   | 4         | 7    |
| 10                                                         | 73    | Álex Márquez      | Gresini Racing MotoGP             | Ducati    | 28  | +30.268   | 11        | 6    |
| 11                                                         | 44    | Pol Espargaró     | Red Bull KTM Factory Racing       | KTM       | 28  | +30.526   | 10        | 5    |
| 12                                                         | 88    | Miguel Oliveira   | Trackhouse Racing                 | Aprilia   | 28  | +30.702   | 13        | 4    |
| 13                                                         | 31    | Pedro Acosta      | Red Bull GasGas Tech3             | KTM       | 28  | +33.736   | 14        | 3    |
| 14                                                         | 30    | Takaaki Nakagami  | Idemitsu Honda LCR                | Honda     | 28  | +36.310   | 22        | 2    |
| 15                                                         | 37    | Augusto Fernández | Red Bull GasGas Tech3             | KTM       | 28  | +36.522   | 16        | 1    |
| 16                                                         | 42    | Álex Rins         | Monster Energy Yamaha MotoGP Team | Yamaha    | 28  | +37.571   | 21        |      |
| 17                                                         | 36    | Joan Mir          | Repsol Honda Team                 | Honda     | 28  | +40.432   | 19        |      |
| 18                                                         | 20    | Fabio Quartararo  | Monster Energy Yamaha MotoGP Team | Yamaha    | 28  | +43.788   | 15        |      |
| 19                                                         | 43    | Jack Miller       | Red Bull KTM Factory Racing       | KTM       | 28  | +44.134   | 5         |      |
| 20                                                         | 32    | Lorenzo Savadori  | Aprilia Racing                    | Aprilia   | 28  | +44.576   | 24        |      |
| 21                                                         | 5     | Johann Zarco      | Castrol Honda LCR                 | Honda     | 28  | +54.126   | 17        |      |
| 22                                                         | 6     | Stefan Bradl      | HRC Test Team                     | Honda     | 28  | +54.923   | 28        |      |
| Ret                                                        | 25    | Raúl Fernández    | Trackhouse Racing                 | Aprilia   | 27  | +16.384   | 20        |      |
| Ret                                                        | 10    | Luca Marini       | Repsol Honda Team                 | Honda     | 5   |           | 18        |      |
| Fastest lap: Francesco Bagnaia (Ducati) – 1:29.519 (lap 8) |       |                   |                                   |           |     |           |           |      |
| Kết quả chính thức                                         |       |                   |                                   |           |     |           |           |      |

## Bảng xếp hạng sau chặng đua
|   | Stt | Tay đua           | Điểm |
| - | --- | ----------------- | ---- |
| 1 | 1   | Francesco Bagnaia | 275  |
| 1 | 2   | Jorge Martín      | 270  |
| 1 | 3   | Enea Bastianini   | 214  |
| 1 | 4   | Marc Márquez      | 192  |
|   | 5   | Maverick Viñales  | 139  |

|  | Stt | Xưởng đua | Điểm |
|  | --- | --------- | ---- |
|  | 1   | Ducati    | 389  |
|  | 2   | Aprilia   | 208  |
|  | 3   | KTM       | 194  |
|  | 4   | Yamaha    | 53   |
|  | 5   | Honda     | 28   |

|  | Stt | Đội đua                           | Điểm |
|  | --- | --------------------------------- | ---- |
|  | 1   | Ducati Lenovo Team                | 489  |
|  | 2   | Prima Pramac Racing               | 343  |
|  | 3   | Gresini Racing MotoGP             | 290  |
|  | 4   | Aprilia Racing                    | 252  |
|  | 5   | Pertamina Enduro VR46 Racing Team | 177  |